# Saint-Guillaume (Québec)
Saint-Guillaume è un comune del Canada, situato nella provincia del Québec, nella regione di Centre-du-Québec.